# شاخص پی‌اف‌تی‌اس
شاخص پی‌اف‌تی‌اس (انگلیسی: PFTS index) شاخص بازار بورس اوراق بهادار اوکراین است، که در سال ۱۹۹۷ راه‌اندازی شد و هم‌اکنون از ۵۰ شرکت تشکیل می‌شود.